# Tour Imagine Peace
La tour Imagine Peace, en islandais Friðarsúlan et en anglais Imagine Peace Tower, est un monument inauguré en 2007 sur l'île de Viðey à Reykjavik (Islande) par Yoko Ono en hommage à son mari John Lennon. Il s'agit d'une « tour de lumière » projetée depuis un socle de pierre blanche, tous les jours entre les 9 octobre et les 8 décembre de chaque année (dates anniversaires de la naissance et de la mort de l'artiste). Sur le monument est gravée la phrase « Imaginez la paix » dans 24 langues différentes, en référence à la chanson Imagine composée par John Lennon.
La tour se compose de 15 projecteurs avec prismes alimentés par des ampoules au gaz xénon et qui reflètent verticalement une colonne de lumière vers le ciel. Par nuit claire, le faisceau lumineux peut atteindre une altitude de 4 000 mètres. La puissance de l'éclairage de 75 kW est fournie par l'énergie géothermique de l'île. Sous le socle sont enterrés près de 500 000 vœux écrits par des personnes du monde entier que Yoko Ono a amassé au fil des années dans le cadre d’un autre projet artistique intitulé Wish Trees (« Arbres à souhaits »).
Le monument est financé par Yoko Ono, la ville de Reykjavik et Orkuveita Reykjavíkur.
L'inauguration de la tour a été retransmise internationalement par de nombreuses chaines de télévision. À côté de Yoko Ono, son fils Sean Lennon, l'ex-Beatles Ringo Starr, Olivia Harrison, veuve de George Harrison et son fils Dhani Harrison. Paul McCartney était invité, mais il a eu un empêchement. Yoko Ono a déclaré le jour de l'inauguration que cette tour était une des meilleures choses qu'elle et John avaient réalisés.

## Inscriptions
| anglais : IMAGINE PEACE                 | swahili : TUFIKIRIENI AMANI              |
| japonais : 平和な世界を想像してごらん   | islandais : HUGSA SÉR FRIÐ               |
| coréen : 평화를 꿈꾸자                  | turc : BARIŞI DÜŞLE                      |
| chinois : 想像世界有了和平              | persan : به صلح بیندیش                   |
| arabe : احلم سلام                       | filipino : ILARAWAN ANG MUNDONG MAPAYAPA |
| portugais : IMAGINE A PAZ               | tamoul : சமாதானத்தை நினையுங்கள்                   |
| russe : ПРЕДСТАВЬТЕ СЕБЕ МИР            | hongrois : KÉPZELD EL A BÉKÉT            |
| hindi : शान्ति की कल्पना करें                   | finnois : KUVITTELE RAUHA                |
| allemand : STELL DIR VOR ES IST FRIEDEN | géorgien : წარმოიდგინეთ მშვიდობა         |
| italien : IMMAGINA LA PACE              | tibétain : ཞི་བ་སྒོམས་                      |
| français : IMAGINEZ LA PAIX             | hébreu : חלום שלו                        |
| espagnol : IMAGINA LA PAZ               | inuktitut : ᓴᐃᒪᖃᑎᒌᑦᑕ                     |

Sur une des plaques se trouve la mention :

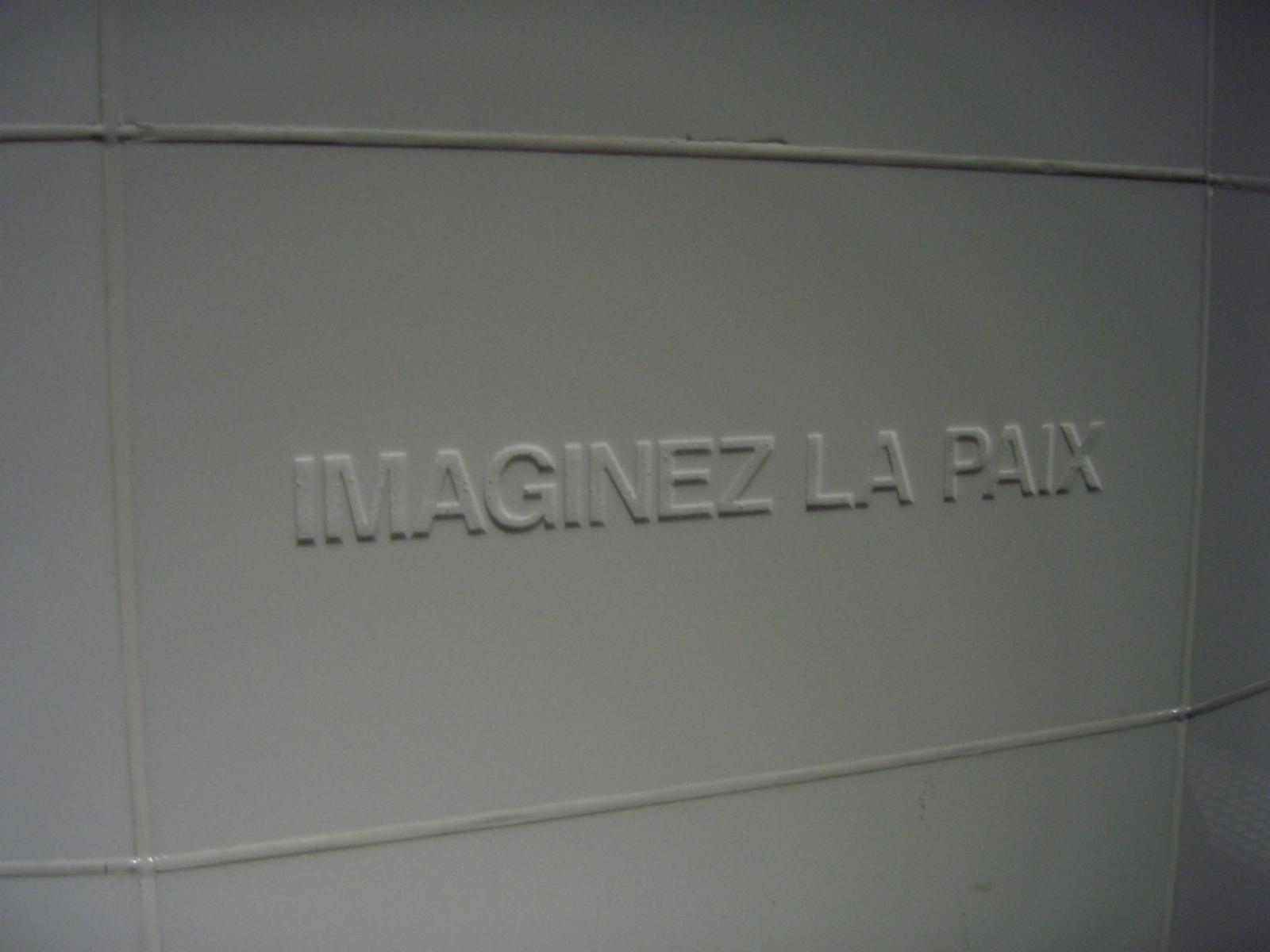
Inscription en français sur le socle

« I dedicate this light tower to John Lennon
my love for you is forever
yoko ono
October 9th 2007 »

## Sources
- (en) Cet article est partiellement ou en totalité issu de l’article de Wikipédia en anglais intitulé « Imagine Peace Tower » (voir la liste des auteurs).